# Giro d’Italia 1961
Der 44. Giro d’Italia wurde in 21 Abschnitten und 4004 Kilometern vom 20. Mai bis zum 11. Juni 1961 ausgetragen und vom Italiener Arnaldo Pambianco gewonnen. Von den 170 gestarteten Fahrern erreichten 92 das Ziel in Mailand.

## Verlauf
| Etappe | von               | nach            | km       | Gewinner         | Maglia rosa             |
| ------ | ----------------- | --------------- | -------- | ---------------- | ----------------------- |
| 1      | Turin             | Turin           | 115      | Miguel Poblet    | Miguel Poblet           |
| 2      | Turin             | San Remo        | 185      | Miguel Poblet    | Miguel Poblet           |
| 3      | San Remo          | Genua           | 149      | Willy Schroeders | Miguel Poblet           |
| 4      | Cagliari          | Cagliari        | 118      | Oreste Magni     | Miguel Poblet           |
| 5      | Marsala           | Palermo         | 144      | Louis Proost     | Miguel Poblet           |
| 6      | Palermo           | Milazzo         | 224      | Nino Defilippis  | Miguel Poblet           |
| 7      | Reggio Calabria   | Cosenza         | 221      | Antonio Suárez   | Antonio Suárez          |
| 8      | Cosenza           | Tarent          | 237      | Piet van Est     | Guillaume Van Tongerloo |
| 9      | Castellana Grotte | Bari            | 53 (EZF) | Jacques Anquetil | Guillaume Van Tongerloo |
| 10     | Bari              | Potenza         | 140      | Vito Taccone     | Jacques Anquetil        |
| 11     | Potenza           | Teano           | 252      | Pietro Chiodini  | Jacques Anquetil        |
| 12     | Gaeta             | Rom             | 149      | Renato Giusti    | Jacques Anquetil        |
| 13     | Mentana           | Castelfidardo   | 278      | Rik Van Looy     | Jacques Anquetil        |
| 14     | Ancona            | Florenz         | 250      | Silvano Ciampi   | Arnaldo Pambianco       |
| 15     | Florenz           | Modena          | 178      | Rik Van Looy     | Arnaldo Pambianco       |
| 16     | Modena            | Vicenza         | 207      | Adriano Zamboni  | Arnaldo Pambianco       |
| 17     | Vicenza           | Triest          | 204      | Rik Van Looy     | Arnaldo Pambianco       |
| 18     | Triest            | Vittorio Veneto | 161      | Renato Giusti    | Arnaldo Pambianco       |
| 19     | Vittorio Veneto   | Trient          | 249      | Willy Schroeders | Arnaldo Pambianco       |
| 20     | Trient            | Bormio          | 275      | Charly Gaul      | Arnaldo Pambianco       |
| 21     | Bormio            | Mailand         | 214      | Miguel Poblet    | Arnaldo Pambianco       |

## Endstände
| Sieger      | Arnaldo Pambianco       | 111:25:28 h |
| Zweiter     | Jacques Anquetil        | + 3:45 min  |
| Dritter     | Antonio Suárez          | + 4:17 min  |
| Vierter     | Charly Gaul             | + 4:22 min  |
| Fünfter     | Guido Carlesi           | + 8:08 min  |
| Sechster    | Hennes Junkermann       | + 12:25 min |
| Siebter     | Rik Van Looy            | + 12:38 min |
| Achter      | Guillaume Van Tongerloo | + 14:18 min |
| Neunter     | Carlo Brugnami          | + 16:05 min |
| Zehnter     | Nino Defilippis         | + 16:23 min |
| Bergwertung | Vito Taccone            |             |
| Zweiter     | Gabriel Mas             |             |
| Dritter     | Imerio Massignan        |             |
| Teamwertung | Faema                   |             |